# 소울 컴퍼니의 음반 목록
소울 컴퍼니에서는 아래와 같은 음반들을 제작했다.

## 컴필레이션
- The Bangerz - 2004. 6. 10.(2005년 6월 30일 재발매)
- Official Bootleg vol.1 - 2005년 2월 26일
- The Bangerz: Instrumentals(a.k.a. TBI) - 2005년 11월 24일

2CD 구성으로, The Bangerz의 비트와 Official Bootleg vol.1의 비트 일부가 각각의 시디에 수록되어있다. 아래는 두 번째 시디인 Bonus Instrumentals from OB Vol.1의 트랙 목록.
최적화(Next Big Thingz Part 2)
Skooldayz
우린 때론 슬퍼도 웃어
상승곡선
새벽에 만난 사람
Pain Of Luv 2
- Official Bootleg vol.2 - 2007년 2월 20일
- Still A Team - 2010년 12월 16일
- The Amazing Mixtape - 2011년 5월 18일

## 정규 앨범
- 키비, Evolutional Poems - 2004. 8. 24.
- 더 콰이엇, Music - 2005. 7. 28.
- 더 콰이엇, Q Train - 2006. 2. 3.
- 이루펀트, Eluphant Bakery - 2006. 3. 31.
- P&Q (팔로알토 & 더 콰이엇), Supremacy - 2006. 7. 24.
- 더 콰이엇, Music 2006 Reissue Edition - 2006. 11. 2.

Virtual Sound Trek Project의 JAY의 커버 아트로 교체
- 더 콰이엇, Music Instrumentals - 2006. 11. 2.
- 로퀜스, Crucial Moment - 2007. 5. 18.
- 더 콰이엇, Music 2006 Reissue Edition - 2007. 8. 7.

Mnet Media의 배급으로 재발매
- 키비, Poetree Syndrome - 2007. 10. 8.
- 더 콰이엇, The Real Me - 2007. 12. 13.
- 제리케이, 《마왕》 - 2008. 7. 1.
- 키비, The Passage - 2009. 5. 7.

## 믹스 CD
- DJ Silent, Summer Madness - 2007. 7. 24.

## EP
- Jerry.k, 《一喝》(일갈) - 2004. 8. 7. 온라인 상에서만 공개
- Brown Hood, 《The Gotham City》 - 2006. 9. 4.
- 화나, 《Brainstorming EP》 - 2005. 9. 22.
- Jerry.k, 《一喝》(일갈) - 2006. 10. 9. CD로 재발매

2004년 온라인 상에 공개한 음원 외에 아래 세 트랙을 추가해 CD로 발매했다.
발단, 전개, 절정, 결말+불쾌지수 935 Remix
井底之貨 Remix Feat. 일탈
맹종 Feat. 화나
- 화나, 《Brainstorming EP》 - 2007. 8. 21.

Mnet Media의 배급으로 재발매

## 싱글
- GLV, 《B.C. 2006:내가 살던 곳》 - 2006. 4. 13.
- 화나, 《그날이 오면》 - 2006. 11. 30.